# Acrapex gibbosa
Acrapex gibbosa är en fjärilsart som beskrevs av Emilio Berio 1973. Acrapex gibbosa ingår i släktet Acrapex och familjen nattflyn. Inga underarter finns listade i Catalogue of Life.